# 137. østlige længdekreds
Den 137. østlige længdekreds (eller 137 grader østlig længde) er en længdekreds, der ligger 137 grader øst for nulmeridianen. Den løber gennem Ishavet, Asien, Stillehavet, Australasien, det Indiske Ocean, det Sydlige Ishav og Antarktis.